# Parsac
Parsac es una comuna nueva francesa situada en el departamento de Creuse, de la región de Nueva Aquitania.

## Historia
Fue creada el 1 de enero de 2025, en aplicación de una resolución del prefecto de Creuse de 27 de septiembre de 2024 con la unión de las comunas de Blaudeix y Parsac-Rimondeix, pasando a estar el ayuntamiento en la antigua comuna de Parsac-Rimondeix.

## Demografía
Según los datos aportados en la resolución del prefecto de Creuse, la comuna se crea con 825 habitantes.

## Composición
| Comuna delegada  | Código INSEE | Población (2022) | Superficie (km²) | Densidad (hab./km²) |
| ---------------- | ------------ | ---------------- | ---------------- | ------------------- |
| Blaudeix         | 23023        | 110              | 6.9              | 16                  |
| Parsac-Rimondeix | 23149        | 713              | 47.02            | 15                  |